# Sangdaewon-dong
Sangdaewon-dong (koreanska: 상대원동)  är en stadsdel i staden Seongnam i provinsen Gyeonggi, 23 km sydost om huvudstaden Seoul. Den ligger i stadsdistriktet Jungwon-gu.

## Indelning
Administrativt är Sangdaewon-dong indelat i:
| Namn      | Namn                   | Yta km² | Invånare 31 dec 2020 |
| --------- | ---------------------- | ------- | -------------------- |
| 상대원1동 | Sangdaewon 1(il)-dong  | 6,80    | 26 312               |
| 상대원2동 | Sangdaewon 2(i)-dong   | 0,54    | 14 075               |
| 상대원3동 | Sangdaewon 3(sam)-dong | 0,31    | 12 771               |